# Delovno razmerje
Delovno razmerje je po Zakonu o delovnih razmerjih opredeljeno v 4. členu kot:  
1. Delovno razmerje je razmerje med delavcem in delodajalcem, v katerem se delavec prostovoljno vključi v organiziran delovni proces delodajalca in v njem za plačilo, osebno in nepretrgano opravlja delo po navodilih in pod nadzorom delodajalca.
2. V delovnem razmerju je vsaka od pogodbenih strank dolžna izvrševati dogovorjene ter predpisane pravice in obveznosti.